# Soft skills
Soft skills é um termo em inglês usado por profissionais de recursos humanos para definir habilidades comportamentais, competências subjetivas difíceis de avaliar. Também são conhecidas como people skills (habilidades com pessoas) e interpersonal skills (habilidades interpessoais). Um conceito de habilidades pessoais modernas.
Na era da informação e da transformação digital o mercado de trabalho passa por um avanço de digitalização, principalmente devido a Inteligência Artificial. Uma rápida mudança das indústrias tradicionais, estabelecidas durante a Revolução Industrial, para uma economia centrada na tecnologia da informação. E nesse novo  cenário econômico, cada vez mais as habilidades técnicas (hard skills) são insuficientes para o profissional, sendo necessário ter “jogo de cintura” em várias situações, além da habilidade com ferramenta e método.
Podemos citar alguns exemplos de soft skills: 
- Criatividade
- Persuasão
- Colaboração
- Adaptabilidade
- Inteligência Emocional.

Essas 5 aparecem no topo das mais procuradas segundo o linkedin em uma pesquisa realizada no ano de 2020. 
Criatividade e Adaptabilidade são importantes nos dias de hoje pois vivemos num período de mudanças, de muita informação e, principalmente Inteligência Artificial.
Outros exemplo que competências que todo profissional deve ter são:
- Empatia
- Liderança
- Objetividade
- Vontade de aprender